# Vardablur, Lori
Vardablur là một đô thị thuộc tỉnh Lori, Armenia. Dân số ước tính năm 2011 là 1379 người.